# Sent Genièis de Comolaç
Sent Genièis de Comolaç (en francès Saint-Geniès-de-Comolas) és un municipi francès situat al departament del Gard i a la regió d'Occitània.